# All the Time in the World (Deep Purple)
All the Time in the World è un brano dei Deep Purple pubblicato nel 2013 che dà il titolo al CD singolo lanciato circa un mese prima della pubblicazione dell'album Now What?! in cui è inserito come 10^ traccia.
Il singolo oltre al suddetto brano in versione "radio mix edit" ospita un'altra traccia, estratta dallo stesso album, dal titolo "Hell to Pay" in versione "radio edit" a cui fanno seguito due bonus tracks live eseguite all'Hard Rock Cafè di London il 10/10/2005: "Perfect Strangers" e "Rapture of the Deep" già pubblicate nell'edizione giapponese di "Live at Montreux 1996" e nella versione "Tour Edition" per il mercato Europeo, dell'album "Rapture of the Deep".
Il produttore è Bob Ezrin.